# Route européenne 801
Pour les articles homonymes, voir Route 801.
La route européenne 801 est une route reliant Coimbra à Verín.